# Joseph Louis François Hyacinthe de Montredon
Pour les articles homonymes, voir Montredon.
Joseph Louis François Hyacinthe Montredon, né le 15 avril 1744, mort le 2 septembre 1801 à Toulouse (Haute-Garonne), est un général de division de la Révolution française.

## États de service
Page à la petite écurie du roi Louis XV en avril 1758, il entre en service le 16 octobre 1761 comme enseigne aux Gardes françaises, et le 4 décembre 1778 il passe capitaine dans la 1re légion de volontaires étrangers de la Marine. Le 8 février 1781 il commande une compagnie de hussards, et il est fait chevalier de Saint-Louis le 12 juillet 1783. Le 18 janvier 1784 il rejoint avec le grade de lieutenant le régiment de Pondichéry, avant d’être réformé pour raison de santé le 25 août 1790.  
Il est promu maréchal de camp le 15 mars 1792, et le 10 janvier 1793 il est affecté à l’armée des Vosges, avant de passer à l’armée d'Italie le 26 janvier suivant. Il est nommé général de division le 15 mai 1793, à l’armée des Pyrénées orientales, et le 23 décembre suivant il est démis de ses fonctions en raison de ses origines aristocratiques. Il est réhabilité le 24 mars 1797, et il est réformé le 20 novembre 1798.
Le 13 mai 1800, il est membre du conseil d’administration de l’hôpital de Rennes puis le 7 octobre de celui de Toulouse.
Il meurt le 2 septembre 1801 à Toulouse.